# Dancourt
Dancourt é uma comuna francesa na região administrativa da Normandia, no departamento de Sena Marítimo. Estende-se por uma área de 17,73 km². Em 2010 a comuna tinha 231 habitantes (densidade: 13 hab./km²).